# Szigetszentmárton
Szigetszentmárton – wieś w północnych Węgrzech, w komitacie Pest. W roku 2008 wieś liczyła 2083 mieszkańców. W styczniu 2011 ich liczba wzrosła do 2140.

## Miasta partnerskie
- Vellmar
- Oelze